# Marina Scape
Marina Scape – kompleks mieszkalny w Dubaju w Zjednoczonych Emiratach Arabskich. Budowa zakończyła się w 2008, a oddano do użytku w grudniu tego samego roku. Budynki zostały zaprojektowane przez Archon Consultants. Kompleks składa się z dwóch budynków mieszkalnych: Oceanic Tower, Avant Tower, odpowiednio po 34 i 26 pięter. Kompleks zbudowała m.in. firma EMAAR Properties.